# 谷内こうた
谷内 こうた（たにうち こうた、1947年10月1日 - 2019年7月2日）は、日本の画家、絵本作家。

## 人物
神奈川県川崎市生まれ。本名鋼太。1965年、明星学園高等学校卒業。叔父の谷内六郎の勧めで絵本を描きはじめる。1969年『おじいさんのばいおりん』を出版。 1971年『なつのあさ』でボローニャ国際児童図書展グラフィック賞受賞。1983年「かぜのでんしゃ」で講談社出版文化賞絵本賞を受賞。以後、BIB金のりんご賞など数多く受賞。1990年代には叔父六郎も担当した『週刊新潮』の表紙絵も手掛けた。1983年にフランス・ルーアンに移住。2019年7月2日、ルーアンで脳出血のため死去。

## 著書
- 『おじいさんのばいおりん』藤田圭雄文 至光社 1969
- 『ぼくのでんしゃ』武市八十雄文. 至光社, 1970
- 『なつのあさ』文/画. 至光社, 1971
- 『あのおとなんだ』武市八十雄 文. 至光社, 1972
- 『ひこうきとぼく』文/絵. 至光社, 1973
- 『ぼくだけのにんぎょう』至光社, 1975
- 『にわかあめ』武市八十雄 文. 至光社, 1978
- 『のらいぬ』蔵富千鶴子文. 至光社, 1978
- 『かえりみち』絵/文. 至光社, 1979
- 『かぜのふくひは』絵と文. 至光社, 1980
- 『つきとあそぼう』内藤初穂文. 至光社, 1980
- 『街角 谷内こうた画集』講談社 1981
- 『木かげに 谷内こうた画集』講談社, 1981
- 『かぜのでんしゃ』絵と文. 講談社, 1982
- 『あおいふね』絵と文. 講談社, 1983
- 『風のいろ 谷内こうた画集』サンリオ 1984
- 『にわかあめ』武市八十雄 文. 至光社, c1984
- 『なつのおんがく』絵と文. 講談社, 1985
- 『すいぞくかん』絵と文. 講談社, 1987
- 『ノルマンディ 谷内こうた自選画集』絵・文. 白泉社 1988
- 『風のいろ 谷内こうた画集』サンリオ, 1989
- 『谷内こうた絵本原画展 ふしぎなじかん 1989・1990』青木久子編. かど創房, 1989
- 『谷内こうた画集 ノルマンディー便り』求竜堂 1995
- 『ふしぎなおじさん』絵と文. 講談社, 1997
- 『にちようび』 (ブッククラブ. 国際版絵本)絵と文. 至光社, c1997
- 『あおいねこ』作・絵. 講談社, 2001
- 『緑と風の丘 北フランスからの手紙 谷内こうた画文集』講談社, 2003
- 『どんなみち』 (ブッククラブ. 国際版絵本)絵と文. 至光社, c2003
- 『せなかにのって』あすなろ書房, 2005
- 『そらをみよう』あすなろ書房, 2005
- 『とおいとおいおか』 (ブッククラブ. 国際版絵本)絵・文. 至光社, c2005
- 『ほしがながれてクリスマス』 (ブッククラブ. 国際版絵本) 絵・文. 至光社, 2008
- 『もりのおんがく』絵・文. 講談社, 2008
- 『ぼくとマリオネット』 (ブッククラブ. 国際版絵本)絵・文. 至光社, 2013
- 『ぼくたちのやま』 (国際版絵本)絵と文. 至光社, 2018

### 翻訳
- 『サンタクロースへのてがみ』絵, 青木久子訳. 講談社, 1985
- ニコル・ランベール「みつごちゃんえほん」フェリシモ、2001

みつごちゃんとだいすきなママ
みつごちゃんといたずら
みつごちゃんとボンボン
みつごちゃんとけっこんしき
みつごちゃんとしんじだい
みつごちゃんきょうだいどうし
みつごちゃんとスーパーおじいちゃん
みつごちゃんがっこうで
- エリック・バトゥー『めぐる月日に』講談社, 2002
- シルヴィ・ポワレヴェ ぶん, エリック・バトゥー え『ちいさなぽむさん (主婦の友はじめてブックシリーズ) 主婦の友社 2008